# خایمه لوسانو
خایمه لوسانو (اسپانیایی: Jaime Lozano‎؛ زادهٔ ۲۹ سپتامبر ۱۹۷۸) بازیکن سابق و مربی فوتبال اهل مکزیک است.
از باشگاه‌هایی که در آن بازی کرده‌است می‌توان به باشگاه فوتبال تیگرس اونال، باشگاه فوتبال اونیورسیداد ناسیونال، و باشگاه فوتبال کروز آزول اشاره کرد.
وی همچنین در تیم ملی فوتبال مکزیک بازی کرده‌است.